# Instrumentos musicales folclóricos de Honduras

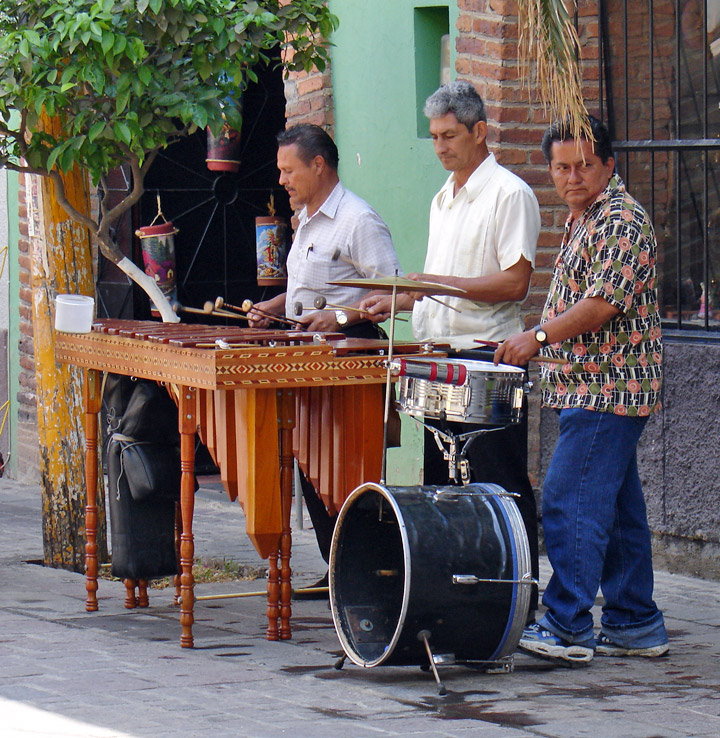
Ejecución de una marimba folclórica y popular.

Algunos de los instrumentos musicales folclóricos de Honduras no fueron creados ni desarrollados en ese país, como es el caso de la marimba o la caramba; sin embargo, son muchos los años que estos instrumentos han formado parte de las tradiciones y costumbres de Honduras, logrando incluirlas dentro de la familia de instrumentos autóctonos del país centroamericano.

## Instrumentos y descripción

### El Sacabuche
Compuesto por un tubo de madera o jícara, uno de sus extremos va cerrado por un cuero perforado por una vara o cuerda, a los cuales se les encera para que, al rozar los dedos de quien lo ejecuta, no deslicé fácilmente; el otro extremo de la jícara es cerrado. También esta base de metal y plástico. 

### LaCaramba
La caramba o también llamado quijongo es un instrumento de percusión está formado por un palo pequeño recto, unido en sus extremos por una cuerda, la que es golpeada por quien la ejecuta con una varita a fin de que suene, sirviéndole como caja de resonancia una jícara o huacal de morro. No es exclusivo de Honduras también se le puede hallar en El Salvador. Este instrumento tiene su origen en el instrumento africano birimbao.
| instrumentos | venta | tocados |  |
|              |       |         |  |
|              |       |         |  |

### El Tambor
Este instrumento consiste en un tubo de madera, forrado en cada extremo por una piel o cuero. Se toca con palitos o varitas por uno de sus extremos. Es un instrumento de viento que funciona a base de viento.

### Chirimía
Este instrumento tiene una embocadura similar a la del clarinete, con seis agujeros en la parte superior y uno en la parte inferior. Al ejecutarse se le da el nombre de Sifanero y generalmente es acompañado por tambores.

### LasMaracas
Este instrumento es uno de los más antiguos que existen. Su sonido es producido por semillas de vegetales o piedrecitas que son sacudidas. Los garífunas le dan especial importancia a la maraca, máximo cuando es usada por el buyey que es el guía espiritual, médico y adivino; estas maracas son especiales y no pueden ser usadas en festividades profanas.

### La madera de carro
La ejecución de este instrumento se basa en un arco con crin (Cabello) de caballo. Su uso es muy frecuente en las áreas rurales de Honduras. Su función es melodista y su manufactura artesanal, de carácter rústico.

### ElContrabajo
Es el instrumento musical más grande de los instrumentos de cuerda, y posee cuatro cuerdas las cuales son tocadas sin necesidad del arco para dar uso exclusivo a los dedos del ejecutante. La dificultad de su construcción provoca que sea suplantado por el bajo eléctrico. En las áreas campesinas se encuentra de construcción rústica de dos, tres y cuatro cuerdas.
Este instrumento se ejecuta percutiendo los extremos libres de su cara ventral, con un palo de madera o clavo largo. Sus sonidos varían de acuerdo a las partes que se percuten, dándole al ritmo un toque y sonido especial.

### LaMarimba
De procedencia africana, asentándose en México, Guatemala y otras muchas partes de a Latinoamérica. Este delicado instrumento cuenta de un armazón de madera, de donde cuelgan cajones de diferentes tamaños, sobre este armazón va colocado un teclado principal, que puede ser doble o sencillo, este instrumento es uno de los más populares en Honduras, además tiene similitud con el piano.

### La Concha de Caracol
En la cultura garífuna es utilizado como medio de comunicación. Cuando los pescadores regresan del mar, hacen sonar el uadabu, avisando a la población que llegó el pescado fresco.

### La Guitarra
Es el instrumento folclórico por excelencia y el más difundido en Honduras, como también en toda Latinoamérica. Es el instrumento de más larga supervivencia en el mundo. Su nombre lo recibe del árabe gitara, como transcripción del griego kithara. Conformada por seis cuerdas, seis clavijas, un diapasón con veintiocho trastes y una caja armónica.